# Otokonoko

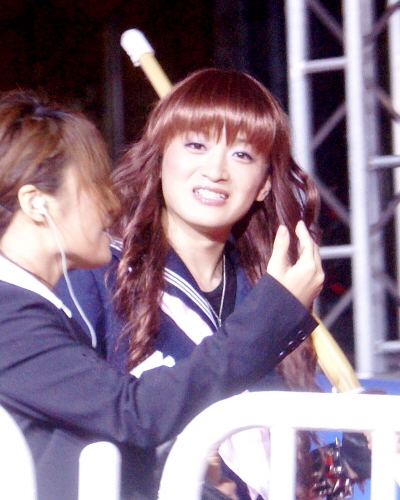
L'acteur travesti en lycéenne.

Dans la culture japonaise contemporaine, les otokonoko ou otoko no musume sont les hommes qui se travestissent en femme.
Le terme tire son origine des mangas japonais et de la culture internet dans les années 2000.
Par extension, otokonoko se réfère également au genre de médias et fictions concernant les hommes travestis, visant un public masculin. Il fait partie du spectre des divertissements shōnen visant les jeunes garçons et les divertissements seinen visant les jeunes hommes. Ils contiennent souvent du contenu érotique ou romantique. Les personnages Otokonoko ont également commencé à apparaître dans les divertissements populaires japonais traditionnels tels que les manga, les anime et les jeux vidéo. 